# Championnat d'Angleterre de football de deuxième division 1994-1995
Navigation
Édition précédente Édition suivante
La saison 1994-1995 de Football League First Division est la 92e édition de la deuxième division anglaise et la troisième sous l'appellation Football League First Division.
Les vingt-quatre clubs participants au championnat sont confrontés à deux reprises aux vingt-trois autres pour un total de 552 matchs. La saison régulière démarre en août 1994 et se termine en mai 1995, les barrages de promotion se jouant par la suite. À la fin de la saison, le premier est promu en Premier League et les quatre suivants s'affrontent en barrages. Les quatre derniers sont quant à eux relégués en Football League Second Division.
Comme la Premier League 1995-96 passe de 22 à 20 équipes, il y aura quatre relégations de la Premier League et quatre relégations en troisième division en fin de saison. Seul le champion de cette saison sera promu directement, le deuxième promu sera désigné dans les barrages de promotion entre les équipes de la 2e à la 5e place.
Middlesbrough remporte le championnat, Bolton Wanderers s'impose lors des barrages de promotion et est l'autre promu.

## Compétition

### Classement
Le classement est établi sur le barème de points classique (victoire à 3 points, match nul à 1, défaite à 0).
Pour départager les égalités, on tient d'abord compte du nombre de buts marqués, puis du nombre de buts encaissés.
| Rang | Équipe                  | Pts | J  | G  | N  | P  | Bp | Bc | Diff |
| ---- | ----------------------- | --- | -- | -- | -- | -- | -- | -- | ---- |
| 1    | Middlesbrough FC        | 82  | 46 | 23 | 13 | 10 | 67 | 40 | +27  |
| 2    | Reading FC P            | 79  | 46 | 23 | 10 | 13 | 58 | 44 | +14  |
| 3    | Bolton Wanderers        | 77  | 46 | 21 | 14 | 11 | 67 | 45 | +22  |
| 4    | Wolverhampton Wanderers | 76  | 46 | 21 | 13 | 12 | 77 | 61 | +16  |
| 5    | Tranmere Rovers         | 76  | 46 | 22 | 10 | 14 | 67 | 58 | +9   |
| 6    | Barnsley FC             | 72  | 46 | 20 | 12 | 14 | 63 | 52 | +11  |
| 7    | Watford FC              | 70  | 46 | 19 | 13 | 14 | 52 | 46 | +6   |
| 8    | Sheffield United R      | 68  | 46 | 17 | 17 | 12 | 74 | 55 | +19  |
| 9    | Derby County            | 66  | 46 | 18 | 12 | 16 | 66 | 51 | +15  |
| 10   | Grimsby Town            | 65  | 46 | 17 | 14 | 15 | 62 | 56 | +6   |
| 11   | Stoke City              | 63  | 46 | 16 | 15 | 15 | 50 | 53 | -3   |
| 12   | Millwall FC             | 62  | 46 | 16 | 14 | 16 | 60 | 60 | 0    |
| 13   | Southend United         | 59  | 46 | 18 | 8  | 20 | 54 | 73 | -19  |
| 14   | Oldham Athletic R       | 61  | 46 | 16 | 13 | 17 | 60 | 60 | 0    |
| 15   | Charlton Athletic       | 59  | 46 | 16 | 11 | 19 | 58 | 66 | -8   |
| 16   | Luton Town              | 58  | 46 | 15 | 13 | 18 | 61 | 64 | -3   |
| 17   | Port Vale P             | 58  | 46 | 15 | 13 | 18 | 58 | 64 | -6   |
| 18   | Portsmouth FC           | 58  | 46 | 15 | 13 | 18 | 53 | 63 | -10  |
| 19   | West Bromwich Albion    | 58  | 46 | 16 | 10 | 20 | 51 | 57 | -6   |
| 20   | AFC Sunderland          | 54  | 46 | 12 | 18 | 16 | 41 | 45 | -4   |
| 21   | Swindon Town R          | 48  | 46 | 12 | 12 | 22 | 54 | 73 | -19  |
| 22   | Burnley FC P            | 46  | 46 | 11 | 13 | 22 | 49 | 74 | -25  |
| 23   | Bristol City            | 45  | 46 | 11 | 12 | 23 | 42 | 63 | -21  |
| 24   | Notts County            | 40  | 46 | 9  | 13 | 24 | 45 | 66 | -21  |

Promotions
- 1er : promotion en Premier League
- 2e à 5e : barrages de promotion

Relégations
- 21e à 24e : relégation en Football League Second Division

Abréviations
- R : Relégués de Premier League
- P : Promus de Football League Second Division

### Barrages de promotion
|  | Demi-finales | Demi-finales            | Demi-finales     | Demi-finales     |         |         | Finale | Finale | Finale | Finale |
|  |              |                         |                  |                  |         |         |        |        |        |        |
|  |              |                         |                  |                  |         |         |        |        |        |        |
|  | 2            | Reading                 | 3                | 0                |         |         |        |        |        |        |
|  | 2            | Reading                 | 3                | 0                |         |         |        |        |        |        |
|  | 5            | Tranmere Rovers         | 1                | 0                |         |         |        |        |        |        |
|  | 5            | Tranmere Rovers         | 1                | 0                | Reading | Reading | 3      | 3      |        |        |
|  |              |                         |                  |                  | Reading | Reading | 3      | 3      |        |        |
|  |              |                         | Bolton Wanderers | Bolton Wanderers | 4       | 4       |        |        |        |        |
|  | 3            | Bolton Wanderers        | Bolton Wanderers | Bolton Wanderers | 4       | 4       | 1      | 2      |        |        |
|  | 3            | Bolton Wanderers        |                  |                  |         |         |        | 2      |        |        |
|  | 4            | Wolverhampton Wanderers | 2                | 0                |         |         |        |        |        |        |
|  | 4            | Wolverhampton Wanderers | 2                | 0                |         |         |        |        |        |        |

Bolton Wanderers est promu en Premier League, après avoir été mené 0-2, les Wanderers l'emportent dans la prolongation.